# Compton (Kalifornia)
Compton város Los Angeles megye déli részén, Kaliforniában, az Amerikai Egyesült Államokban, dél-délkeleti irányban Los Angeles belvárosától. A várost 1888-ban jegyezték be. A 2000-es népszámlálás szerint a városnak 93 493 lakosa volt. Compton a statisztikák szerint az Amerikai Egyesült Államok egyik legveszélyesebb városa. Nagyon nagy a szegénység és a bűnözés, különösen az emberölések száma magas. Az utóbbi években, az ingatlanok alacsony árának köszönhetően nőtt a városban a középosztálybeliek száma.
Annak ellenére, hogy Compton a modern afroamerikai kultúra egyik bölcsője, a város etnikai összetétele sokszínű és vegyes. A várost gyakran összetévesztik Willowbrookkal, Kelet-Comptonnal, Nyugat-Comptonnal, Watts-szal és Dél Los Angeles-szel.

## Történelem
1784-ben a spanyol királyi udvar egy 304 km²-nyi területet ajándékozott Juan Jose Domingueznek. Később Dominguez neve egy Comptontól délre levő helység nevében maradt meg. Napjainkban is látható az egykor itt levő farm határát jelző nagy fa. A farmot később felparcellázták és az itt élő spanyoloknak eladták. Miután 1848-ban a terület az Amerikai Egyesült Államok közigazgatása alá került, rengeteg amerikai költözött erre a vidékre.
1867-ben egy, a Griffith D. Compton vezette amerikai vándorló csoport letelepedett a területen. 1889. május 11-én hivatalosan bejegyezték Comptont mint település, Griffith D. Compton tiszteletére elnevezve.
Compton gyorsan fejlődött az 1900-as évek közepén, majd az 1940-es évek végétől kezdve a faji megkülönböztetés miatt rengeteg fekete telepedett le a város nyugati részén. Az ide való átköltözésnek Watts város közelsége volt az oka, ugyanis ott jelentős fekete közösség élt. A város keleti része az 1970-es évek végéig nagyrészt fehér lakosságú maradt.

## Bűnözés
2007-ben egy neves újság az FBI kutatásaira hivatkozva, Comptont Amerika 17. legveszélyesebb városának jelölte. A 75 és 100 ezer közötti lakosságú városok között Comptonban a legrosszabbak a bűnözési statisztikák, de messze nem ez a legveszélyesebb város az Amerikai Egyesült Államokban. Tízezer lakosra több, mint 200 bűneset jut évente, ez több, mint tízszerese a közeli Malibu bűnözési rátájának. Jelentősek a városban a különböző utcai bandák (a Bloodok, a Cripek és több kisebb mexikói banda).
Mivel a Bloodok színe a vörös, a Cripeké a kék, igen erősen ellenjavallt vörösre vagy kékre emlékeztető színű ruházat viselése. Aki fel kívánja keresni a várost, annak számára a legbiztonságosabb minden feltűnés kerülése, minél kevésbé látszódni turistának. Közönséges, kevéssé feltűnő, nem nyitott autóval, felhúzott ablakokkal, lezárt ajtókkal, nappal és főútvonalon minden különösebb kockázat nélkül megtekinthető az egyébként turistaszempontból semmi érdekességet nem tartalmazó város. Gyalogosan csak nappal, a legforgalmasabb helyeken, a lehető legkevésbé turistának látszódva célszerű tartózkodni.
Compton nevével összefüggésben van az erőszak, és ebből húzott hasznot több helyi rapper (pl. Comptons Most Wanted, az N.W.A. és Eazy-E). Azóta Comptont szinonimaként használják a ghettóval és utcai bandákkal kapcsolatban.
Comptonban a gyilkosságok száma nyolcszor magasabb az országos átlagnál, ezek nagy részét az utcai bandák viszik végbe. A város gazdasági helyzete, illetve földrajzi helyezkedése is nehezít a bűnmegelőzésen. A legnagyobb bűnözés az 1980-as évek során volt, amikor nagyon jól ment a crack-üzlet. Napjainkban a városban csökkent a bűnözés.
A városban 2005 során 35 gyilkosság volt, ez messze felülmúlja az országos átlagot. Nemrégiben, a közbiztonság érdekében bevezettek egy új fegyvertartási rendeletet, miszerint aki jó fegyverét átadja a rendőrségnek, 100 dollárt kap. 2006-ban kétszer annyi rendőrt alkalmaztak mint azelőtt, és így négy hónap alatt sikerült a gyilkosságok számát 22-ről 5-re csökkenteni.

## Helyi közigazgatás
Comptonban, a régebbi időben a megválasztott képviselők és tanácsosok nem sok jót adtak az ott lakó fekete embereknek. Sőt, sokszor próbálták úgy irányítani a dolgokat, hogy fekete ember ne kaphasson munkát a hivatalokban. Ez 1958-ban kezdett megváltozni, amikor az első fekete elindult a választáson a tanácsosi székért. Igaz, még három évbe telt, míg az első fekete bekerült a Városi Tanácsba.
Douglas Dollarhide 1969-ben történelmet írt, hisz ő volt az első kaliforniai fekete akit polgármesterré választottak. Négy évvel később, 1973-ban Doris A. Davis volt az első fekete női polgármester.
Az 1970-es évekre Compton vált az egész Amerikai Egyesült Államok "legfeketébb" városává: az afroamerikaiak tették ki a lakosság 90%-át.
Sokáig Compton a Los Angeles és környékéről származó fekete középosztály otthona volt, azonban napjainkban már nem olyan jelentős a középosztály. A fehérek kiköltözése Comptonból az 1950-es évek folyamán kezdődött, majd az 1965-ös Watts-i zavargások után nőtt. A város a 20. század közeledtével elvesztette tehetős rétegét, majd az 1992-es Los Angeles-i zavargások után rengeteg fekete elhagyta a várost. Azóta, és napjainkban jelentős a latin bevándorlás a városba.

## Demográfia
A 2000-es népszámlálás szerint a városnak 93 493 lakosa volt, 22 327 háztartás volt, és 18 620 család élt a városban. A népsűrűség mértéke 3563 fő/km² volt. A város rassz szerinti összetétele:
- 40,31% feketék
- 16,71% fehérek
- 0,70% őslakosok
- 0,25% ázsiaiak
- 1,05% a csendes-óceáni térségből származó
- 37,34% egyéb rasszba tartozó
- 3,62% kevert rasszú
- 56,80% volt latin származású

## Testvérvárosok
- Cancún, Mexikó
- Tralee, Írország
- Ennis, Írország
- Guadalajara, Mexikó

## A város híres szülöttjei
- Coolio
- Krist Novoselic
- Eazy-E
- Dr. Dre
- Arabian Prince
- Kendrick Lamar
- Ice Cube